# (31903) Euniceyou
2000 GK26 (asteroide 31903) é um asteroide da cintura principal. Possui uma excentricidade de 0.18297500 e uma inclinação de 3.87859º.
Este asteroide foi descoberto no dia 5 de abril de 2000 por LINEAR em Socorro.